# RMS Baltic (1903)
RMS Baltic byla druhá loď tohoto jména společnosti White Star Line. S 23 876 BRT byl od roku 1905 největší lodí na světě. Byl třetí ze čtyř lodí White Star Line nad 20 000 BRT přezdívaných „Velká čtyřka“.
Na vodu byl spuštěn 21. listopadu 1903 v loděnicích Harland & Wolff v Belfastu a na první plavbu z Liverpoolu do New Yorku vyplul 29. června 1904 pod velením kapitána Smithe.
23. ledna 1909 (pod velením kapitána Ransona) zachraňoval pasažéry z kolidujících lodí Republic, který patřil White Star Line, a SS Florida u severovýchodního pobřeží USA. Po kolizi se Republic potopil.
14. dubna 1912 poslal Baltic Titaniku varování před ledovci.
Byl také zapojen do záchrany 6. prosince 1929, kdy pomáhal potápějícímu se škuneru Northern Light.
17. února 1933 vyplul do Osaky v Japonsku, kde byl sešrotován.

## Galerie

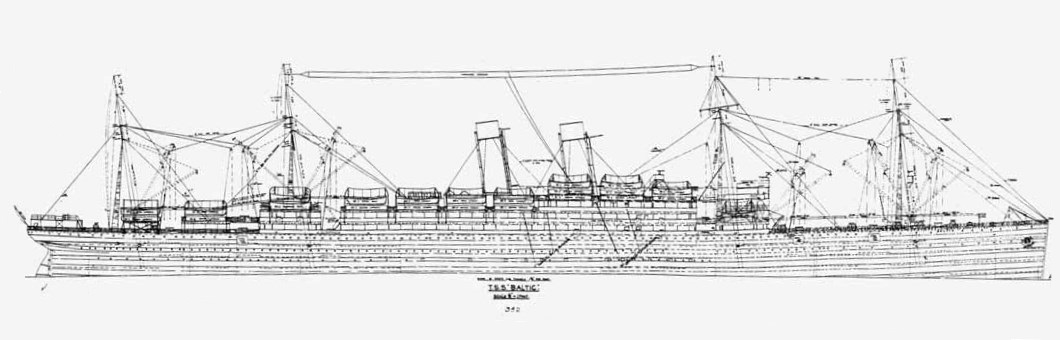
Nákres Baltiku
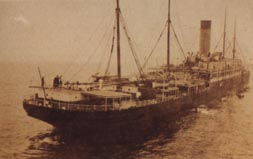
Potopení RMS Republic